# Gronocarus inornatus
Gronocarus inornatus är en skalbaggsart som beskrevs av Paul E.Skelley 2003. Gronocarus inornatus ingår i släktet Gronocarus och familjen Melolonthidae. Inga underarter finns listade i Catalogue of Life.